# Agnès Varda
Arlette (Agnès) Varda (Elsene, 30 mei 1928 – Parijs, 29 maart 2019) was een in België geboren Frans filmregisseuse.

## Levensloop
Varda werd geboren in de buurt van Brussel als dochter van een Griekse vader en een Franse moeder. Na haar studie letterkunde en psychologie aan de Sorbonne en kunstgeschiedenis aan de École du Louvre werkte ze tussen 1951 en 1961 als officiële fotografe van het Théatre National Populaire. Op 26-jarige leeftijd debuteerde Varda met La Pointe courte (1954). Die film wordt dikwijls beschouwd als een voorloper van de Nouvelle Vague. Met de films Cléo de 5 à 7 (1962) en Le Bonheur (1965) vestigde ze zich als een van de grondleggers van de vernieuwende film in Frankrijk.
Varda heeft meer dan dertig veelal sociaal bewogen, feministisch getinte films en documentaires gemaakt. In 1985 won ze met het filmdrama Sans toit ni loi de Gouden Leeuw op het filmfestival van Venetië.
Uit een relatie met de Franse komiek Antoine Bourseiller werd in 1958 een dochter, Rosalie, geboren. Varda was getrouwd met de filmmaker Jacques Demy. Het paar kreeg samen een zoon Mathieu Demy, geboren in 1972.
Ze overleed op bijna 91-jarige leeftijd.

## Filmografie

### Lange speelfilms
- 1954: La Pointe courte
- 1962: Cléo de 5 à 7
- 1965: Le Bonheur
- 1966: Les Créatures
- 1969: Lions Love
- 1977: L'une chante, l'autre pas
- 1981: Documenteur
- 1985: Sans toit ni loi
- 1988: Jane B. par Agnès V.
- 1988: Kung-Fu Master
- 1991: Jacquot de Nantes
- 1994: Les Cent et Une Nuits de Simon Cinéma

### Documentaires
- 1958: Du côté de la côte
- 1963: Salut les Cubains!
- 1966: Elsa la rose
- 1967: Loin du Vietnam
- 1968: Black Panthers
- 1975: Réponses de femmes
- 1975: Daguerréotypes
- 1981: Murs, murs
- 1984: Les Dites cariatides
- 1993: Les demoiselles ont eu 25 ans
- 1995: L'Univers de Jacques Demy
- 2000: Les Glaneurs et la Glaneuse
- 2002: Deux Ans après
- 2004: Ydessa, les ours et etc.
- 2004: Cinévardaphoto
- 2005: Quelques veuves de Noirmoutier
- 2005: La Rue Daguerre en 2005
- 2008: Les Plages d'Agnès
- 2011: Agnès de ci de là Varda
- 2017: Visages Villages
- 2019: Varda par Agnès

### Korte films
- 1957: Ô saisons, ô châteaux
- 1958: L'Opéra-Mouffe
- 1958: La Cocotte d'Azur
- 1961: Les Fiancés du pont Mac Donald ou (Méfiez-vous des lunettes noires)
- 1963: Salut les Cubains
- 1967: Oncle Yanco
- 1976: Plaisir d'amour en Iran
- 1982: Ulysse
- 1984: 7p., cuis., s. de b., ... à saisir
- 1985: Histoire d'une vieille dame
- 1986: T'as de beaux escaliers, tu sais
- 2003: Le Lion volatil
- 2004: Der Viennale '04-Trailer